# Eocapnia yezoensis
Eocapnia yezoensis är en bäcksländeart som beskrevs av Kawai 1955. Eocapnia yezoensis ingår i släktet Eocapnia och familjen småbäcksländor. Inga underarter finns listade i Catalogue of Life.